# Delegació del Govern per al Pla Nacional sobre Drogues
La Delegació del Govern per al Pla Nacional sobre Drogues és un òrgan de gestió de la Secretaria d'Estat de Serveis Socials del Ministeri de Sanitat, Consum i Benestar Social al que li correspon la direcció, impuls, coordinació general i supervisió dels serveis encarregats de l'actualització i execució del Pla Nacional sobre Drogues així com l'impuls de les polítiques de reducció de la demanda del consum de drogues i dels programes de prevenció, tractament, rehabilitació i reducció de danys relacionats amb conductes addictives. De 1993 a 1996 fou integrada en el Ministeri de Justícia i de 1996 a 2004 en el Ministeri de l'Interior.

## Funcions
Les funcions de la Delegació del Govern es regulen en l'article 5 del Reial decret 1047/2018, i són:
- Exercir la secretaria de la Conferència Sectorial del Pla Nacional sobre Drogues, preparant i coordinant tots els assumptes que hagin de sotmetre's a aquest òrgan col·legiat, vetllar per l'execució de tots els seus acords, així com exercir la coordinació en aquest àmbit entre òrgans i Unitats dels diferents Departaments ministerials.
- Impulsar i coordinar les relacions amb les diferents Administracions i institucions tant públiques com a privades, incloent les organitzacions no governamentals, que desenvolupin activitats en l'àmbit del Pla Nacional sobre Drogues, prestant-los el suport tècnic necessari.
- Elaborar i proposar les Estratègies Nacionals sobre Drogues i altres Addiccions i els Planes d'Acció que les desenvolupin, coordinant amb les Administracions públiques i els agents socials l'execució de les actuacions i mesures tendents a la consecució dels objectius que en ells s'assenyalin.
- Fomentar, analitzar, proposar i gestionar, en l'àmbit de les seves competències, programes de prevenció, assistència i reinserció en l'àmbit de les addiccions, en coordinació amb les diferents institucions que participen en el Pla Nacional sobre Drogues.
- Impulsar la participació de les empreses i entitats socials en les activitats del Pla Nacional sobre Drogues, promovent la incorporació de programes sobre addiccions al desenvolupament de la responsabilitat social corporativa.
- Impulsar i fomentar la formació dirigida a professionals sanitaris i a altres professionals en els diferents aspectes relacionats amb les addiccions, sense perjudici de les competències de les comunitats autònomes.
- Fomentar en l'àmbit estatal l'activitat investigadora en matèria de drogues i d'altres addiccions i proposar les línies prioritàries de recerca que es considerin d'interès per als objectius del Pla Nacional sobre Drogues.
- Promoure sistemes d'avaluació de programes de prevenció, tractament, rehabilitació i integració social i aplicar aquests sistemes als programes i a les activitats finançades amb càrrec al Pla Nacional sobre Drogues.
- Realitzar i coordinar al territori espanyol activitats de recollida i anàlisi de dades i de difusió de la informació, tant de caràcter estadístic com a epidemiològic, sobre el consum de drogues i les toxicomanies, així com sobre altres addiccions, definint, a tals efectes, indicadors i criteris, actuant com a Observatori Espanyol de les Drogues i les Addiccions, sense perjudici de les competències que en els seus respectius àmbits territorials puguin exercir les comunitats autònomes sobre la matèria, d'acord amb els seus Estatuts d'Autonomia.
- Elaborar i dirigir l'enquesta estatal sobre l'ús de drogues en l'ensenyament secundari i l'enquesta domiciliària sobre alcohol i drogues en Espanya i altres enquestes sobre drogues i addiccions, així com recollir i elaborar la informació dels indicadors que componen el Sistema Estatal de la informació sobre Drogues i Addiccions.
- Dirigir el Centre de Documentació del Pla Nacional sobre Drogues que serveix de referència documental i informativa en el camp de les addiccions i les drogodependències.
- Coordinar el Sistema Espanyol d'Alerta Primerenca sobre Noves Substàncies Psicoactives, els seus protocols d'actuació i l'elaboració de la informació i alertes per a la seva difusió i mantenir la coordinació i l'intercanvi d'informació amb el Sistema d'Alerta Primerenca sobre Noves Substàncies Psicoactives de la Unió Europea.
- En col·laboració amb la Secretaria General Tècnica, coordinar la posició nacional, participant en les reunions dels organismes internacionals corresponents, i intervenir en l'aplicació dels acords que es derivin d'aquelles i, especialment, de les quals es desenvolupin en el marc de la cooperació en el si de la Unió Europea, en matèria de drogues, exercint la coordinació general entre les Unitats dels diferents Departaments ministerials que duguin a terme actuacions en tals camps, sense perjudici de les atribucions que aquests tinguin reconegudes i de la unitat de representació i actuació de l'Estat en l'exterior, atribuïda al Ministeri d'Afers Exteriors i de Cooperació d'Espanya.
- Servir com a òrgan estatal de comunicació amb l'Observatori Europeu de la Droga i les Toxicomanies en l'exercici per aquest de les competències que té reconegudes en la normativa comunitària.
- Gestionar i administrar tots els aspectes relacionats amb els recursos humans, econòmics i tècnics de la Delegació del Govern, sense perjudici de les competències atribuïdes a altres òrgans superiors o òrgans directius del Departament.
- Administrar, gestionar i alienar, sota la direcció i supervisió de la Taula de Coordinació d'Adjudicacions, els béns integrats al Fondo de béns decomissats per tràfic il·lícit de drogues i altres delictes relacionats, regulat per la Llei 17/2003, de 29 de maig, i donar suport tècnic i material a aquesta taula.
- Col·laborar amb la Direcció general de Modernització de la Justícia, Desenvolupament Tecnològic i Recuperació i Gestió d'Actius, dependent del Ministeri de Justícia, encarregat de la recuperació i gestió d'actius, de la manera i amb les finalitats previstes en el Reial decret 948/2015, de 23 d'octubre, pel qual es regula l'Oficina de Recuperació i Gestió d'Actius.

## Estructura
De la Delegació del Govern depenen els següents òrgans:
- Subdirecció General de Coordinació de Programes.
- Subdirecció General de Relacions Institucionals.
- Subdirecció General de Gestió.

### Organismes adscrits
- Consell Espanyol de Drogodependències i altres Addiccions.
- Mesa de Coordinació d'Adjudicacions.
- Comissió Tècnica de Valoració d'Actuacions sobre Drogues.

## Llista de delegats
- Baltasar Garzón (1993-1994)
- Carlos López Riaño (1994-1996)
- Gonzalo Robles Orozco (1996-2003)
- César Pascual Fernández (2003-2004)
- Carmen Moya García (2004-2010)[5]
- Nuria Espí de Navas (2010-2012)[6]
- Francisco de Asís Babín Vich (2012-2018)[7]
- María Azucena Martí Palacios (2018-)[8]